# Stamullen
Stamullen (Steach Maoilin en irlandais) est une ville du comté de Meath en république d'Irlande.
La ville de Stamullen compte 2 487 habitants.